# 남아메리카의 코로나19 범유행
다음은 남아메리카에서의 코로나19 범유행에 관한 설명이다.